# محمد کاظمی
محمد کاظمی (۱۳۴۰ – ۲۵ خرداد ۱۴۰۴) سرتیپ سپاه پاسداران انقلاب اسلامی بود که از سال ۱۴۰۱ تا زمان درگذشتش، به‌عنوان رئیس سازمان اطلاعات سپاه پاسداران فعالیت می‌کرد و در ۲۵ خرداد ۱۴۰۴ پس از حمله اسرائیل به ساختمان سازمان اطلاعات سپاه به همراه معاونانش کشته شد. وی در فاصله سال‌های ۱۳۸۸ تا ۱۴۰۱ رئیس سازمان حفاظت اطلاعات سپاه پاسداران انقلاب اسلامی بود.

## سوابق
کاظمی در اواخر دهه ۱۳۸۰ به عنوان رئیس سازمان حفاظت اطلاعات سپاه پاسداران منصوب می‌شود. زمانی که دیگر نهاد امنیتی همنام در سپاه یعنی اطلاعات سپاه پاسداران به سازمان تبدیل و حسین طائب نیز به ریاست آن می‌رسد. طائب در تیر ۱۴۰۱ از ریاست سازمان اطلاعات سپاه برکنار و محمد کاظمی جانشین او شد.
در ۴ آبان ۱۴۰۱ وزارت خزانه‌داری و وزارت خارجه آمریکا در اقدامی مشترک محمد کاظمی را به دلیل ادامه سرکوب معترضان در اعتراضات سراسری تحریم کرد. در ۲۷ آوریل ۲۰۲۳، دولت بایدن کاظمی را به دلیل همدستی در «بازداشت غیرقانونی» اتباع آمریکا در خارج از آمریکا تحریم کرده است.
در ۲۵ خرداد ۱۴۰۴، کاظمی پس از حملهٔ موشکی اسرائیل به ساختمان سازمان اطلاعات سپاه، کشته شد. او برادر علیرضا کاظمی، بیست و چهارمین وزیر آموزش و پرورش بود.

## چهره عمومی
محمد کاظمی بیشتر از دیگر فرماندهان سپاه پاسداران در سکوت خبری بوده و به ندرت عکسی از او منتشر شده است. مشرق‌نیوز در سال ۱۳۹۳ تصویری منتشر کرد که محمد کاظمی به عنوان رئیس سازمان حفاظت اطلاعات سپاه در کنار تعدادی از فرماندهان ارشد نیروهای مسلح قرار دارد. وبگاه بی‌بی‌سی فارسی نیز در سال ۱۳۹۵ با انتشار گزارشی هویت، تصویر و پست سازمانی کاظمی را منتشر می‌کند و مدتی بعد کانال آمدنیوز در گزارشی با عنوان «سردار در سایه‌ها» به او می‌پردازد. در فایل صوتی محرمانه فرماندهان سپاه هم نام او چند بار توسط محمدعلی جعفری و صادق ذوالقدرنیا؛ معاون او، با عنوان «کاظم» مطرح می‌شود.
روزنامه العرب چاپ لندن در تیر ۱۴۰۱ در مقاله‌ای به قلم ابراهیم الجبین، روزنامه‌نگار سوری، به‌طور مفصل در خصوص پیشینه محمد کاظمی می‌نویسد. این روزنامه برای اولین بار به افشای نقش کاظمی در ماجرای ربوده شدن آرش شعاع‌شرق روزنامه‌نگار مستقل پناهنده در کشور ترکیه و از مدیران آمدنیوز می‌پردازد. ابراهیم الجبین عنوان می‌کند: «یکی از افتخارات کاری ژنرال محمد کاظمی که او را برجسته کرده است، طراحی نقشه ربایش آرش شعاع‌شرق روزنامه‌نگار ساکن ترکیه از اراضی این کشور است. کاظمی با کمک احمد حق‌طلب، این طرح را اجرایی کرده‌اند.»
در رسانه‌ها نام او به خاطر شباهت اسمی با جانشین فرمانده حفاظت سپاه، سرتیپ دوم پاسدار محمدحسن کاظمی اشتباه گرفته می‌شود.

## تحریم‌ها
- روز چهارشنبه ۴ آبان ۱۴۰۱ وزارت خزانه‌داری و وزارت خارجه آمریکا در اقدامی مشترک، ۱۴ تن از مقامات کشوری و لشکری و سه نهاد جمهوری اسلامی از جمله محمد کاظمی را در واکنش به ادامه سرکوب معترضان به جان باختن مهسا امینی و قطع دسترسی ایرانیان به اینترنت تحریم کرد و تمامی دارایی‌های افراد و نهادهای تحریم شده در خاک آمریکا مسدود و هرگونه معامله‌ای بین شهروندان یا شرکت‌های آمریکایی با آن‌ها ممنوع می‌شود.[۸][۹] دولت نیوزیلند در ۲۱ آذر ۱۴۰۱ محمد کاظمی به همراه چند مقام جمهوری اسلامی را به دلیل مشارکت در «سرکوب اعتراضات» تحریم کرد. طبق این تحریم، اجازه ورود یا توقف موقت در نیوزلند داده نخواهد شد.[۱۷]
- پنج‌شنبه ۲۷ آوریل ۲۰۲۳ دولت بایدن سرویس امنیت داخلی روسیه و چهار عضو ارشد سپاه پاسداران جمهوری اسلامی از جمله محمد کاظمی را به دلیل همدستی در «بازداشت غیرقانونی» اتباع آمریکا در خارج از کشور آمریکا، با هدف نشان دادن عواقب گروگانگیری شهروندان آمریکایی به منظور سوءاستفاده سیاسی و امتیاز گرفتن، تحریم کرده است.[۱۰][۱۱]